# Bundanoon
Bundanoon är en ort i Australien. Den ligger i kommunen Wingecarribee och delstaten New South Wales, i den sydöstra delen av landet, omkring 120 kilometer sydväst om delstatshuvudstaden Sydney. Antalet invånare är 2 034.
Runt Bundanoon är det glesbefolkat, med 18 invånare per kvadratkilometer.. Närmaste större samhälle är Moss Vale, omkring 13 kilometer nordost om Bundanoon.
I omgivningarna runt Bundanoon växer i huvudsak städsegrön lövskog. Genomsnittlig årsnederbörd är 1 238 millimeter. Den regnigaste månaden är februari, med i genomsnitt 210 mm nederbörd, och den torraste är juli, med 35 mm nederbörd.